# آنگلاریی
آنگلاریی (به بلغاری: Angelariy) یک منطقهٔ مسکونی در بلغارستان است که در شهرستان ترول واقع شده‌است.